# Sanctius (évêque de Tarentaise)
Sanctius ou Sanctus († v. 524) est le premier évêque mentionné de Tarentaise.

## Biographie
Il n'existe aucune information permettant de connaître les origines de Sanctius, que l'on trouve également sous la graphie Sanctus,. Il est toutefois le premier évêque connu sur le siège de Moûtiers,. Son nom est ainsi présent sur la liste des évêques participant au Concile d'Épaone, qui s'est déroulé en 517,. Cette rencontre était placée sous l'égide d'archevêque Avit de Vienne, qui a prononcé une homélie le 25 octobre. Joseph-Antoine Besson ne mentionne d'ailleurs que cette présence dans sa liste des prélats de Tarentaise. Il existe une dédicace de l'église de Moûtiers au cours de cette même année. Il serait d'ailleurs à l'origine de l'édification de la cathédrale Saint-Pierre. Selon la légende, un premier édifice aurait été édifié par saint Marcel. La cathédrale sera consacrée avant l'an 525 par Avit de Vienne, archevêque de Vienne. Étienne-Louis Borrel suppose que Sanctius avait pu profiter de leur rencontre à Épaone pour lui faire cette demande.